# Radiogalax

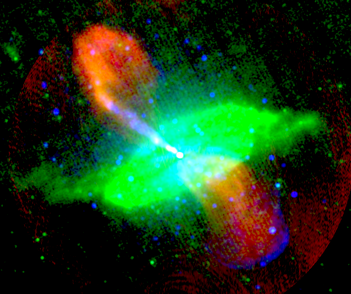
Bild av radiogalaxen Centaurus A.

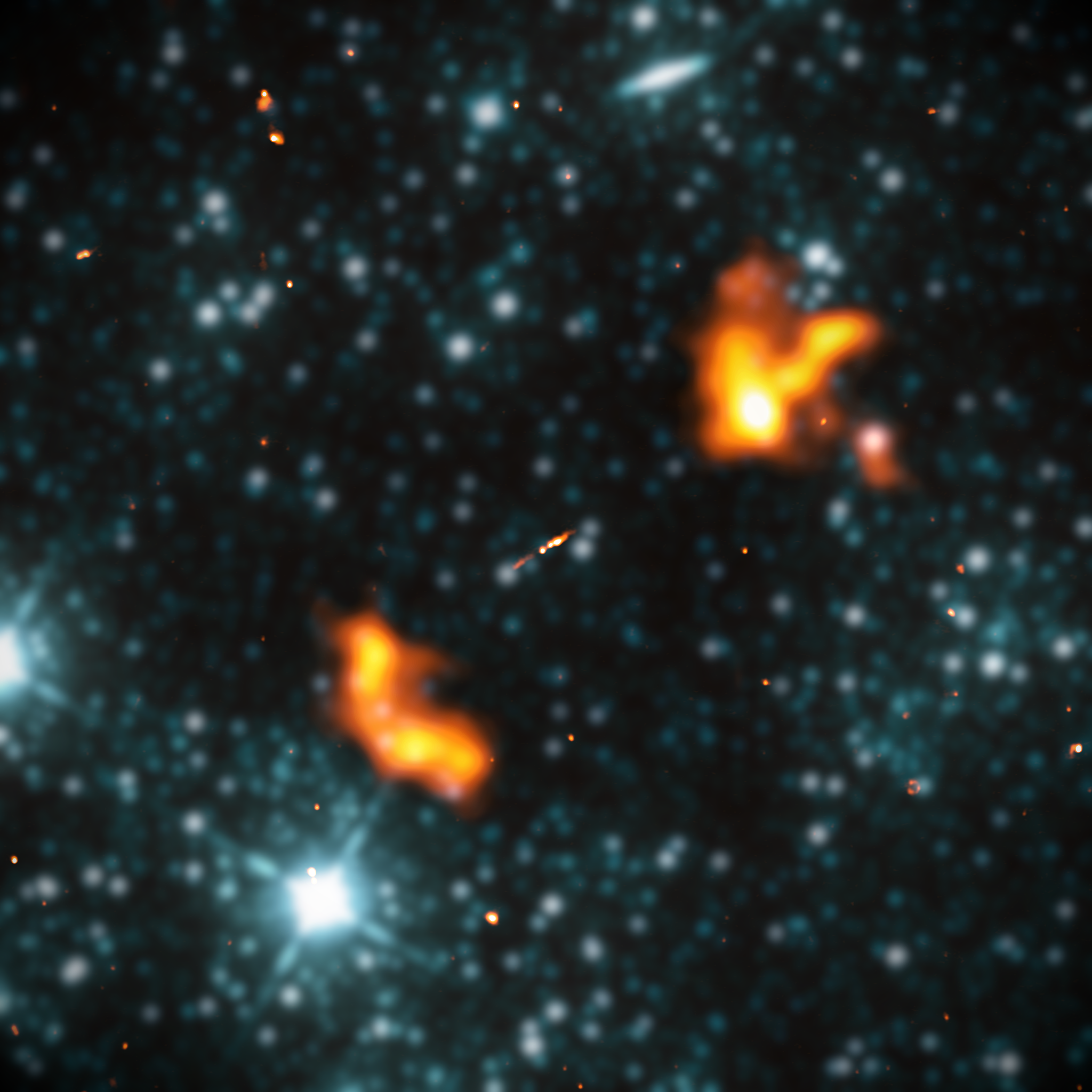
Alcyoneus, en gigantisk radiogalax med lobiga strukturer som spänner över 5 megaparsecs (16×10^{6} ljusår).

Radiogalaxer är stora galaxer, och de tillhör de största objekten i universum. Dessa energiska radiolober drivs av strålar från dess aktiva galaxkärna. De har en luminositet av upp till 1039 W vid radiovåglängder mellan 10 MHz och 100 GHz. En eller två jetstrålar skjuter ut tusentals ljusår från radiogalaxens centrum och matar in strömmar av gas i jättelika moln på vardera sida av galaxen. Inne i en radiogalax gör en central ring av stoft och damm det omöjligt att se in i kärnan, liksom att upptäcka svagare jetstrålar.
De flesta galaxer sänder ut ljus också på andra våglängder än de synliga. Det vanligaste är att de sänder ut radiovågor. En del galaxer sänder ut ovanligt starka radiovågor, och dessa kallas därför radiogalaxer. Vår närmaste radiogalax Centaurus A befinner sig på 11 miljoner ljusårs avstånd.
Den första radiogalaxen vetenskapen hittat var Cygnus A. Den utsänder omkring 1 miljon gånger mer radiovågor än Vintergatan. Forskare kartlade ljuset och upptäckte att radiovågorna kom från två olika ställen, inte alls i galaxens centrum utan på båda sidor om den. Man trodde först att det var fråga om två galaxer som höll på att kollidera, men man insåg sedan att det var tvärtom – att galaxen höll på att delas upp i två delar. Senare har man hittat många fler galaxer med två radiokällor.
Termen "radiogalax" används ofta för att hänvisa till hela jetsystemet, snarare än enbart till dess värdgalax. Vissa forskare anser att termen "svarthålsjetsystem" är mer korrekt och mindre förvirrande. Radiogalaxer som når en storlek på cirka 0,7 megaparsec eller mer kallas vanligtvis "jätteradiogalaxer".

## Emissionsprocesser
Radioemissionen från radiostarka aktiva galaxer benämns synkrotronstrålning, vilket framgår av dess mycket jämna, bredbandiga natur och starka polarisering. Detta innebär att det radioemitterande plasmat innehåller åtminstone elektroner med relativistiska hastigheter (Lorentzfaktorer på cirka 104) och magnetfält. Eftersom plasmat måste vara neutralt måste det också innehålla antingen protoner eller positroner. Det finns inget sätt att bestämma partikelinnehållet direkt utifrån observationer av synkrotronstrålning. Dessutom finns det inget sätt att bestämma energitätheten i partiklar och magnetfält utifrån observationer. Samma synkrotronemissivitet kan vara ett resultat av ett fåtal elektroner och ett starkt fält, alternativt ett svagt fält och många elektroner eller något däremellan. Det är möjligt att definiera ett minimalt energitillstånd, vilket är den minimala energitätheten som ett område med en given emissivitet kan ha. Under många år fanns det dock ingen särskild anledning att tro att de verkliga energierna låg någonstans nära minimienergierna.
En systerprocess till synkrotronstrålning är den inverterade Comptonprocessen, där de relativistiska elektronerna interagerar med omgivande fotoner och Thomsonsprider dem till höga energier. Inverterad Comptonemission från radioljudkällor har visat sig vara särskilt viktig i röntgenstrålning; eftersom den endast beror på elektronernas densitet möjliggör en mätning av inverterad Comptonspridning en modellberoende uppskattning av energitätheten i partiklarna och magnetfälten. Detta har använts för att argumentera för att många kraftfulla källor faktiskt ligger ganska nära minimienergitillståndet.
Synkrotronstrålning är inte begränsad till radiovåglängder. Om radiokällan kan accelerera partiklar till tillräckligt höga energier, kan egenskaper som upptäcks i radiovåglängderna också ses i infraröd, optisk, ultraviolett eller till och med röntgenstrålning. I det sistnämnda fallet måste de berörda elektronerna ha en energi överstigande 1 TeV i typisk magnetfältstyrka. Återigen används polarisering och kontinuumspektrum för att skilja synkrotronstrålningen från andra emissionsprocesser. Jetstrålar och hot spots är de vanliga källorna till högfrekvent synkrotronemission. Det är svårt att observationsmässigt skilja mellan synkrotron- och inverterad Comptonstrålning, vilket gör dem till föremål för pågående forskning.
Processer, gemensamt kända som partikelacceleration, producerar populationer av relativistiska och icke-termiska partiklar som ger upphov till synkrotron- och inverterad Comptonstrålning. Fermiacceleration är en trolig partikelaccelerationsprocess i radioaktiva galaxer. 

## Radiostrukturer

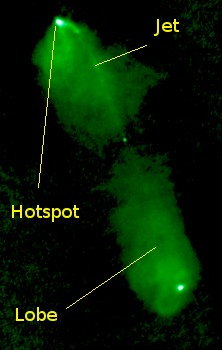
Pseudofärgbild av den storskaliga radiostrukturen hos FRII-radiogalaxen 3C98. Lober, jetstråle och hotspot är märkta.

Radiogalaxer, och i mindre utsträckning radioljudkvasarer, uppvisar ett brett spektrum av strukturer i radiokartor. De vanligaste storskaliga strukturerna kallas lober. Dessa är dubbla, ofta ganska symmetriska och ungefär ellipsoidala strukturer placerade på vardera sidan om den aktiva kärnan. En betydande minoritet av källor med låg luminositet uppvisar strukturer, vanligtvis kända som plymer, vilka är mycket mer avlånga. Vissa radiogalaxer visar en eller två långa smala strukturer, jetstrålar (det mest kända exemplet är jättegalaxen M87 i Virgohopen), som kommer direkt från kärnan och går ut till loberna. Sedan 1970-talet har den mest accepterade modellen varit att loberna eller plymerna drivs av strålar av högenergipartiklar och ett magnetfält som kommer från området nära den aktiva kärnan. Jetstrålarna tros vara de synliga uttrycken för dessa strålar, och ofta används termen jet för att hänvisa både till den observerbara strukturen och till det underliggande flödet.

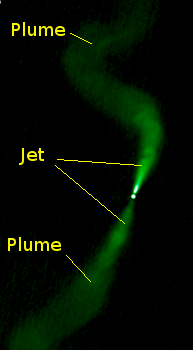
Pseudofärgbild av den storskaliga radiostrukturen hos FRI-radiogalaxen 3C31. Strålar och plymer är märkta.

År 1974 delade Bernard Fanaroff och Julia Riley in radiokällor i två klasser, numera kända som Fanaroff och Riley klass I (FRI) och klass II (FRII). Skillnaden gjordes ursprungligen baserat på morfologin hos den storskaliga radioemissionen (typen bestämdes av avståndet mellan de ljusaste punkterna i radioemissionen). FRI-källor var ljusast mot mitten, medan FRII-källor var ljusast i kanterna. Fanaroff och Riley observerade att det fanns en relativt skarp skillnad i luminositet mellan de två klasserna, där FRI hade låg luminositet och FRII hög dito. Med mer detaljerade radioobservationer visar sig morfologin återspegla metoden för energitransport i radiokällan. FRI-objekt har vanligtvis ljusa strålar i mitten, medan FRII har svaga strålar men ljusa heta punkter i ändarna av loberna. FRII verkar kunna transportera energi effektivt till lobernas ändar, medan FRI-strålar är ineffektiva i den meningen att de strålar ut en betydande mängd av sin energi när de färdas.
Mer detaljerat beror FRI/FRII-uppdelningen på värdgalaxmiljön i den meningen att FRI/FRII-övergången uppträder vid högre luminositet i mer massiva galaxer. FRI-jetstrålar är kända för att sakta in i de regioner där deras radioemission är ljusast, och det verkar därför som att FRI/FRII-övergången återspeglar huruvida en jetstråle/stråle kan fortplanta sig genom värdgalaxen utan att sakta in till subrelativistiska hastigheter genom interaktion med det intergalaktiska mediet. Från analys av relativistiska strålningseffekter är det känt att jetstrålarna från FRII-källor förblir relativistiska (med hastigheter på minst 0,5 °C) ut till ändarna av loberna. De heta punkter som vanligtvis ses i FRII-källor tolkas som synliga manifestationer av chockvågor som bildas när en överljuds jetstråle plötsligt avslutas vid slutet av källan, och deras spektrala energifördelningar överensstämmer med denna bild. Ofta ses flera heta punkter, vilket återspeglar antingen fortsatt utflöde efter chockvågen eller förflyttning av jetstrålens slutpunkt. Denna övergripande heta region kallas ibland heta punkter (jämför hetfläck).
Namn ges till flera specifika typer av radiokällor baserat på deras radiostruktur:
- Klassisk dubbel hänvisar till en FRII-källa med tydliga heta punkter.
- Vidvinkelsvans hänvisar normalt till en källa som ligger mellan standard FRI- och FRII-struktur, med effektiva jetstrålar och ibland heta punkter, men med plymer snarare än lober, som finns vid eller nära centrum av stjärnhopar.
- Smalvinkelsvans eller huvud-svanskälla beskriver en FRI som verkar böjas av kolvtryck när den rör sig genom en galaxhop.
- Fettdubbletter är källor med diffusa lober men varken jetstrålar eller hotspots. Vissa sådana källor kan vara reliker vars energiförsörjning har stängts av permanent eller tillfälligt

## Livscykler och dynamik
De största radiogalaxerna har lober eller plymer som sträcker sig till megaparsecskala (mer i fallet med jätteradiogalaxer som 3C236), vilket innebär en tidsskala för tillväxt i storleksordningen tiotals till hundratals miljoner år. Detta innebär att vi från jorden, förutom när det gäller mycket små och mycket unga källor, inte kan observera radiokällornas dynamik direkt och därför måste tillgripa teori och slutsatser från ett stort antal objekt.
Det är uppenbart att radiokällor måste börja smått och växa sig större. När det gäller källor med lober är dynamiken ganska enkel: strålarna matar loberna, trycket i loberna ökar och loberna expanderar. Hur snabbt de expanderar beror på densiteten och trycket i det externa mediet. Den fas med högst tryck i det externa mediet, och därmed den viktigaste fasen ur dynamikens synvinkel, är den röntgenstrålning som avger diffus het gas.
Under lång tid antogs det att kraftfulla källor skulle expandera i överljudsfart och trycka en stöt genom det externa mediet. Röntgenobservationer visar dock att det inre lobtrycket hos kraftfulla FRII-källor ofta ligger nära det externa termiska trycket och inte mycket högre än det externa trycket, vilket skulle krävas för expansion i överljudshastighet. Det enda otvetydigt överljudsmässigt expanderande systemet som är känt består av de inre loberna hos den effektstarka radiogalaxen Centaurus A, vilka troligen är ett resultat av ett relativt sent utbrott av den aktiva kärnan.

## Värdgalaxer och miljöer
Dessa radiokällor finns nästan alltid i elliptiska galaxer. Vissa närliggande Seyfertgalaxer uppvisar svag radiostrålning, men de är inte tillräckligt ljusstarka inom radiobandet för att klassificeras som radiostarka. De är dessutom 10–100 gånger större än värdgalaxernas spiralgalaxer för att kunna jämföras med vanliga radiogalaxer. Vissa observationer om värdgalaxerna för radiostarka kvasarer och blazarer tyder på att de också har elliptiska galaxer. Det finns flera möjliga skäl till denna mycket starka preferens för elliptiska galaxer. Ett är att elliptiska galaxer i allmänhet innehåller de mest massiva svarta hålen och därför kan driva de mest ljusstarka aktiva galaxerna (se Eddington-luminositet). Ett annat är att elliptiska galaxer i allmänhet befinner sig i rikare miljöer och tillhandahåller ett storskaligt intergalaktiskt medium för att begränsa radiokällan. Det kan också vara så att de större mängderna kall gas i spiralgalaxer på något sätt stör eller kväver en växande jetstråle. Hittills finns det ingen övertygande enskild förklaring till observationerna.
Sedan upptäckten av den exotiska radiogalaxen Speca år 2011 har antalet kända storskaliga radiogalaxer i skiv-/spiralgalaxer stadigt ökat. Den första sådana udda radiogalaxen upptäcktes 1998, nämligen J0313-192 i galaxhopen Abell 428. Antalet sådana Speca-liknande objekt eller Spiral-DRAGN har, möjligen på grund av tillgången till nya känsliga radio- och optiska kartläggningar över hela himlen, ökat till upp till tre dussin (fram till år 2000). Speca-liknande sådana radiogalaxer kan inte bara sända ut gigantiska lober i megaparsecskala utan också vara episodiska till sin natur och innehålla två par relativistiskt magnetiserade plasmalober. Värdspiralgalaxerna kan också vara extremt massiva spiralgalaxer och har oftast röd optisk färg jämfört med typiska spiralgalaxer. Det har spekulerats i att sådana galaxer kan vara vanligare i det tidiga universum då det fanns färre elliptiska galaxer än spiralgalaxer.

## Enhetliga modeller
De olika typerna av radioaktiva galaxer är sammanlänkade av enhetliga modeller. Den viktigaste observationen som ledde till antagandet av enhetliga modeller för kraftfulla radiogalaxer och radioaktiva kvasarer var att alla kvasarer verkar stråla emot oss, vilket visar superluminal rörelse i kärnorna och ljusa strålar på sidan av källan närmast oss (Laing-Garrington-effekten). Om så är fallet måste det finnas en population av objekt som inte strålar mot oss, och eftersom vi vet att loberna inte påverkas av strålningen skulle de framstå som radiogalaxer, förutsatt att kvasarkärnan är dold när källan ses från sidan.
Det är nu accepterat att åtminstone vissa kraftfulla radiogalaxer har "dolda" kvasarer, även om det inte är klart om alla sådana radiogalaxer skulle vara kvasarer om de betraktas från rätt vinkel. På liknande sätt är lågeffektsradiogalaxer en trolig moderpopulation för BL Lacertae-objekt.

## Användningsområden för radiogalaxer

### Avlägsna källor
Radiogalaxer och kvasarer med radioljud har använts flitigt, särskilt på 1980- och 1990-talen, för att hitta avlägsna galaxer. Genom att välja ut baserat på radiospektrum och sedan observera värdgalaxen var det möjligt att hitta objekt med hög rödförskjutning till en blygsam kostnad för teleskoptid. Problemet med denna metod är att värdar av aktiva galaxer kanske inte är typiska för galaxer med dess rödförskjutning. På liknande sätt har radiogalaxer tidigare använts för att hitta avlägsna röntgenstrålningskluster, men opartiska urvalsmetoder föredras numera. Den mest avlägsna radiogalaxen som för närvarande är känd är TGSS J1530+1049, med en rödförskjutning på 5,72.

### Standardobjekt
En del arbete har utförts för att försöka använda radiogalaxer som standardobjekt för att bestämma kosmologiska parametrar. Denna metod är behäftad med svårigheter, eftersom en radiogalax' storlek beror på både dess ålder och dess omgivning. När en modell av radiokällan används kan dock metoder baserade på radiogalaxer ge god överensstämmelse med andra kosmologiska observationer.

### Effekter på omgivningen
Oavsett om en radiokälla expanderar överljudsmässigt eller inte, måste den utföra arbete mot det externa mediet vid expansionen. Därför lägger den energi på att värma upp och lyfta det externa plasmat. Den minsta energin som lagras i loberna hos en kraftfull radiokälla kan vara 1053 Joule. Den nedre gränsen för det arbete som utförs på det externa mediet av en sådan källa är flera gånger så stor. En stor del av det nuvarande intresset för radiokällor fokuserar på den effekt de måste ha i centrum av galaxhopar i nutid. Lika intressant är deras sannolika effekt på strukturbildning över kosmologisk tid. Det antas att de kan tillhandahålla en återkopplingsmekanism för att bromsa bildandet av de mest massiva objekten. 

## Terminologi
Den allmänt använda terminologin är obekväm när det allmänt accepteras att kvasarer och radiogalaxer är samma objekt (se ovan). Förkortningen DRAGN (för 'Double Radiosource Associated with Galactic Nucleus') myntades av Patrick Leahy 1993 och används fortfarande. Utomgalaktisk radiokälla är ett vanligt uttryck men kan leda till förvirring; många andra utomgalaktiska objekt upptäcks i radioundersökningar, särskilt starburstgalaxer. Radioljudaktiv galax är entydigt och används därför ofta i den här artikeln. 

## Exempel på radiogalaxer
- Centaurus A
- M87
- Cygnus A
- 3C 368